# Pseudarmigeres
Pseudarmigeres is een muggengeslacht uit de familie van de steekmuggen (Culicidae).

## Soorten
- P. albomarginatus (Newstead, 1907)
- P. argenteoventralis (Theobald, 1909)
- P. kummi (Edwards, 1930)
- P. michaelikati (van Someren, 1946)
- P. natalensis (Edwards, 1930)